# هنریکه دیاز دی کاروالیو
هنریکه دیاز دی کاروالیو (به پرتغالی: Henrique Dias de Carvalho) مهاجم اهل برزیل است که در شهر سائوپائولو و در تاریخ ۲۳ مهٔ ۱۹۸۴ به دنیا آمده‌است.
هنریکه دیاز دی کاروالیو در تیم‌های فوتبال Daejeon سابقهٔ حضور دارد.